# Jeungdo-myeon
Jeungdo-myeon (koreanska: 증도면) är en socken i kommunen Sinan-gun i provinsen Södra Jeolla i den sydvästra delen av Sydkorea, 295 km söder om huvudstaden Seoul. Den består av sex bebodda öar och ett antal mindre obebodda öar. Den största ön är Jeungdo  (27,7 km²) med 1 414 invånare.